# Батулци
Батулци е село в Северна България. То се намира в община Ябланица, област Ловеч.

## География
Селото се намира в Западния Предбалкан. На юг, в непосредствена близост до селото, е изворът на Батулска река, която тече на изток в посока съседното село Дъбравата, за да се влее в река Малки Искър.

## Климат
Климатът в Батулци е умереноконтинентален. Пролетта е къса и дъждовна, лятото – горещо, есента – топла и слънчева, а зимата не толкова студена, със снежна покривка под 100 дни. Средногодишната температура е 15 °C.

## История
Селото възниква между средата или края на XV в. Името на селото произлиза от личното име Ба̀тул. През 1548 г. е отбелязано в турски документ като войнуганско селище. В различни документи присъства като Батулче, Батуличе или Батулица. През 1862 година в селото е построена Църквата „Св. Николай Мирликиийски“. През 1871-ва година героят на България – Васил Левски основава революционен комитет. През 1880 г. в официалните списъци за преброяване фигурира с името Батолци, а 1887 г. отново става Батулци. През 1900 г. то е наброявало 414 жители: 370 българи, 28 българо-мохамедани и 16 цигани.

## Културни и природни забележителности
На 2,5 км югоизточно от селото се намира Батулският манастир.